# Korea Open Government License
Korea Open Government License (KOGL, ハングル: 공공누리, gong-gong nuri) は、著作権保護された公文書の配布を許可する著作権ライセンス。著作権保護された公文書の配布のための標準的な制度が存在しなかったため、従来は著作権上の許可を得るために許諾の問い合わせをするなど、複雑な手順を踏む必要があった。このライセンスは、複雑な手順を簡素化し、著作権保護された公文書のための標準的な制度を作るため、韓国の文化体育観光部によって、クリエイティブ・コモンズ・ライセンスと類似した概念のもと開発された。
KOGLでは、作品の出処の記載が求められ、それに加えて営利目的での利用の許可・不許可および二次創作の許可・不許可によって4種類のライセンスを持つ。

## 種別
KOGLには以下の4種類がある。
| 種別       | ロゴ | 名称                                           | 許諾範囲 | 営利目的での使用 | 二次創作物の制作・再配布 |
| ---------- | ---- | ---------------------------------------------- | --- | ---------------- | ------------------------ |
| Category 1 |      | 出処の記載                                     | - 作品を利用するには、作品の出処（公共機関）または作者名を記載しなければならない。 - 営利目的で利用可能。 - 作品の修正、二次創作物の制作・再配布が可能。         | 可               | 可                       |
| Category 2 |      | 出処の記載 + 非営利目的での利用                | - 作品を利用するには、作品の出処（公共機関）または作者名を記載しなければならない。 - 非営利目的でのみ利用可能。 - 作品の修正、二次創作物の制作・再配布が可能。   | 不可             | 可                       |
| Category 3 |      | 出処の記載 + 改変の不許可                      | - 作品を利用するには、作品の出処（公共機関）または作者名を記載しなければならない。 - 営利目的で利用可能。 - 元作品から二次創作物を制作することはできない。       | 可               | 不可                     |
| Category 4 |      | 出処の記載 + 非営利目的での利用 + 改変の不許可 | - 作品を利用するには、作品の出処（公共機関）または作者名を記載しなければならない。 - 非営利目的でのみ利用可能。 - 元作品から二次創作物を制作することはできない。 | 不可             | 不可                     |